# Paroisse d'Upham
Pour les articles homonymes, voir Upham.
La paroisse d'Upham est à la fois une paroisse civile et un ancien district de services locaux (DSL) canadien du comté de Kings, au  Nouveau-Brunswick. Dans le cadre de la réforme de la gouvernance locale du 1er janvier 2023, le territoire du DSL a été réparti entre la ville d'Hampton, le village de Valley Waters et le district rural de Kings.

## Toponyme
Upham est nommé ainsi en l'honneur de Joshua Upham (1741-1808), Loyaliste et juge et aussi en l'honneur de Jabez Upham (1747-1822), un Loyaliste établit à cet endroit en 1800 après avoir passé 12 ans à Woodstock.

## Géographie

### Villages et hameaux
La paroisse comprend les hameaux suivants: Barnesville, Bloomfield Ridge, Clover Hill, Salina, Salt Springs, Titusville, Upper Salt Springs, Upperton et Upham.

## Histoire
Le territoire est colonisé par des Loyalistes à partir de 1803, tout d'abord le long de la rivière Hammond. Barnesville est fondé vers 1820 par des colons originaires de Hammond River, un hameau désormais abandonné de la paroisse d'Hammond. La paroisse civile est érigée en 1835.
La municipalité du comté de Kings est dissoute en 1966. La paroisse d'Upham devient un district de services locaux en 1967.
L'école élémentaire Hammond River Valley est inaugurée à Titusville en 1982.

## Démographie
(août 2016).
D'après le recensement de Statistique Canada, il y avait 1303 habitants en 2001, comparativement à 1390 en 1996, soit une baisse de 6,3 %. La paroisse compte 545 logements privés, a une superficie de 188,55 km² et une densité de population de 6,9 habitants au km².
| 2001  | 2006  | 2011  | 2016  |
| ----- | ----- | ----- | ----- |
| 1 303 | 1 267 | 1 306 | 1 269 |

## Économie
Entreprise Fundy, membre du Réseau Entreprise, a la responsabilité du développement économique.

## Administration

### Comité consultatif
En tant que district de services locaux, Upham est administré directement par le Ministère des Gouvernements locaux du Nouveau-Brunswick, secondé par un comité consultatif élu composé de cinq membres dont un président.

### Commission de services régionaux
La paroisse d'Upham fait partie de la Région 8, une commission de services régionaux (CSR) devant commencer officiellement ses activités le 1er janvier 2013. Contrairement aux municipalités, les DSL sont représentés au conseil par un nombre de représentants proportionnel à leur population et leur assiette fiscale. Ces représentants sont élus par les présidents des DSL mais sont nommés par le gouvernement s'il n'y a pas assez de présidents en fonction. Les services obligatoirement offerts par les CSR sont l'aménagement régional, l'aménagement local dans le cas des DSL, la gestion des déchets solides, la planification des mesures d'urgence ainsi que la collaboration en matière de services de police, la planification et le partage des coûts des infrastructures régionales de sport, de loisirs et de culture; d'autres services pourraient s'ajouter à cette liste.

### Représentation et tendances politiques
Nouveau-Brunswick: Upham fait partie de la circonscription provinciale de Hampton-Kings, qui est représentée à l'Assemblée législative du Nouveau-Brunswick par Bev Harrison, du Parti progressiste-conservateur. Il fut élu 1999 puis réélu en 2003, en 2006 et en 2010.
 Canada: Upham fait partie de la circonscription fédérale de Fundy Royal, qui est représentée à la Chambre des communes du Canada par Rob Moore, du Parti conservateur. Il fut élu lors de la 38e élection générale, en 2004, puis réélu en 2006 et en 2008.

## Vivre dans la paroisse d'Upham
Le DSL est inclus dans le territoire du sous-district 9 du district scolaire Francophone Sud. L'école Samuel-de-Champlain de Saint-Jean est l'établissement francophone le plus proche alors que les établissements d'enseignement supérieurs les plus proches sont dans le Grand Moncton.
Upham possède une caserne de pompiers. Le bureau de poste et le détachement de la Gendarmerie royale du Canada le plus proche est à Hampton.
L'église St. Barnabus de Barnesville et l'église St. Paul's d'Upham sont des églises anglicanes.
Les anglophones bénéficient du quotidien Telegraph-Journal, publié à Saint-Jean, et du Kings County Records, de Sussex. Les francophones bénéficient quant à eux du quotidien L'Acadie nouvelle, publié à Caraquet, ainsi que l'hebdomadaire L'Étoile, de Dieppe.